# Landur
Landur is een bestuurslaag in het regentschap Empat Lawang van de provincie Zuid-Sumatra, Indonesië. Landur telt 2416 inwoners (volkstelling 2010).